# Innocencja
Innocencja – jeden z żeńskich odpowiedników imienia Innocenty.
Innocencja imieniny obchodzi 22 czerwca i 16 września.